# Terry Broadhurst
Terry Broadhurst, född 30 november 1988 i Orland Park, Illinois, är en amerikansk professionell ishockeyspelare som spelar för Cleveland Monsters i AHL.
Terry är äldre bror till den professionella ishockeyspelaren Alex Broadhurst.